# Anomochloa marantoidea
Anomochloa marantoidea är en gräsart som beskrevs av Adolphe-Théodore Brongniart. Anomochloa marantoidea ingår i släktet Anomochloa och familjen gräs. Inga underarter finns listade i Catalogue of Life.